# Drăgoești (okręg Vâlcea)
Drăgoești – wieś w Rumunii, w okręgu Vâlcea, w gminie Drăgoești. W 2011 roku liczyła 1275 mieszkańców.